# Salmo 50
El salmo 50  es, según la numeración hebrea, el quincuagésimo salmo del Libro de los salmos de la Biblia. Corresponde al salmo 49 según la numeración de la Biblia Septuaginta griega, empleada también en la Vulgata latina. Por este motivo, recogiendo la doble numeración, a este salmo también se le refiere como el salmo 50 (49).
Comenzando en inglés en la versión de la Biblia del Rey Jacobo: "El Dios fuerte, el SEÑOR, ha hablado, y ha llamado a la tierra desde el nacimiento del sol hasta el ocaso del mismo." El comienzo en latín es "Deus deorum, Dominus, locutus est / et vocavit terram a solis ortu usque ad occasum".  El salmo es una imaginación profética del juicio de Dios sobre los israelitas .
El salmo es una parte regular de las liturgias judía , católica , luterana , anglicana y otras liturgias protestantes. Se le ha puesto música por completo y en versos individuales. La frase "A solis ortu usque ad occasum" forma parte de un escudo de armas español.

## Contenido
El salmo describe un juicio en el que el acusado, aquí el pueblo de Israel, se sale con una advertencia. Los versículos 1-6 describen cómo el Señor de Sion convoca a su pueblo para juzgar. El proceso se presenta en dos expedientes, que también se reflejan en la sentencia.
- A (7-15): Demanda contra los fieles.
- B (16-21): Queja contra los malvados.
- B (22): Advertencia a los malvados.
- A (23): Advertencia a los fieles.[4]

La primera parte (A) va para todos los que siempre se sacrifican por él. Ella le pide que lo honre con hechos y con la verdad en lugar de mediante rituales. Les advierte y les anima a que vuelvan por completo sus caminos hacia Dios y les promete su salvación. En la segunda parte (B) se dirige a los malvados y revela sus acciones sin piedad. La advertencia para ellos es clara. Si no cambian de actitud, el juicio sigue. La declaración de este Salmo corresponde asombrosamente exactamente a la enseñanza tal como la encontramos en el Nuevo Testamento (cf. por ejemplo, Jn 4,21-24  SLT ).

## Composición
El salmo se ha fechado de diversas formas en el siglo VIII a. C., la época de los profetas Oseas y Miqueas , o en una época posterior al cautiverio babilónico . La última fecha está respaldada por la referencia a "recogimiento" en el versículo. 5, pero es problemática porque el versículo. 2 describe a Sion (otro nombre de Jerusalén ) como "la perfección de la belleza", aunque Jerusalén fue destruida en el 587 a. C.

## Texto
El salmo se puede dividir en una introducción (vv. 1-6), dos oraciones separadas en las que Dios testifica contra los judíos (vv. 7-15 y 16-21) y una conclusión.  La imagen de la introducción evoca la revelación de los Diez Mandamientos en el monte Sinaí , donde la aparición de Dios fue acompañada por truenos y relámpagos.  Dios convoca los cielos y la tierra para que actúen como testigos, y el resto del salmo toma la forma de un procedimiento legal, con Dios actuando como demandante y juez.  La misma metáfora de un tribunal divino aparece en el capítulo 1 del Libro de Isaías y el capítulo 6 del Libro de Miqueas .
En la primera oración de Dios, le dice a la gente que no está satisfecho solo con los sacrificios materiales , ya que no necesita comida ni bebida.  Más bien, desea que su pueblo lo adore con acción de gracias y oración sincera.  Versículo 13, "¿Como carne de toros o bebo sangre de machos cabríos?" Puede ser una alusión a la diosa Anat , ya que en un texto fragmentario Anat come la carne y bebe la sangre de su hermano Baal , que a veces aparece como un toro.
La segunda oración de Dios advierte contra la hipocresía.  Aunque los hipócritas a menudo recitan los mandamientos de Dios, por dentro los odian y no hacen ningún esfuerzo por vivir de acuerdo con ellos y Dios seguramente los llevará a juicio.
El salmo cierra con una advertencia final contra la iniquidad y una promesa de que Dios bendecirá a los justos y les hará "beber profundamente de la salvación de Dios".  Este último es una aparición del tema bíblico común del " banquete mesiánico " , que también ocurre en el Salmo 23 , el Salmo 16 y Lucas 14, entre otros lugares.
La siguiente tabla muestra el texto en hebreo del salmo con vocales, junto con el texto en griego koiné de la Septuaginta  y la traducción al español de la Biblia del Rey Jacobo. Tenga en cuenta que el significado puede diferir ligeramente entre estas versiones, ya que la Septuaginta y el texto masorético provienen de tradiciones textuales diferentes.  En la Septuaginta, este salmo está numerado como Salmo 49.
| #  | Hebreo                                                        | Inglés | Griego |
| -- | ------------------------------------------------------------- | --- | --- |
| 1  | מִזְמ֗וֹר לְאָ֫סָ֥ף אֵ֤ל ׀ אֱֽלֹהִ֡ים יְֽהֹוָ֗ה דִּבֶּ֥ר וַיִּקְרָא־אָ֑רֶץ מִמִּזְרַח־שֶׁ ֝֗מֶשׁ עַד־מְבֹאֽוֹ׃  | (Salmo de Asaf.) El Dios poderoso, el Señor, ha hablado y llamado a la tierra desde el nacimiento del sol hasta su ocaso.                       | Ψαλμὸς τῷ ᾿Ασάφ. - ΘΕΟΣ θεῶν Κύριος ἐλάλησε καὶ ἐκάλεσε τὴν γῆν ἀπὸ ἀνατολῶν ἡλίου μέχρι δυσμῶν.                                  |
| 2  | מִצִּיּ֥וֹן מִכְלַל־יֹ֗פִי אֱלֹהִ֥ים הוֹפִֽיעַ׃                                   | Desde Sion, perfección de la belleza, Dios ha resplandecido.                                                                                    | ἐκ Σιὼν ἡ εὐπρέπεια τῆς ὡραιότητος αὐτοῦ,                                                                                         |
| 3  | יָ֤בֹ֥א אֱלֹהֵ֗ינוּ וְֽאַל־יֶ֫חֱרַ֥שׁ אֵשׁ־לְפָנָ֥יו תֹּאכֵ֑ל וּ֝סְבִיבָ֗יו נִשְׂעֲרָ֥ה מְאֹ ֽד׃         | Nuestro Dios vendrá y no callará; delante de él devorará el fuego, y alrededor de él habrá una gran tempestad.                                  | ὁ Θεὸς ἐμφανῶς ἥξει, ὁ Θεὸς ἡμῶν, καὶ οὐ παρασιωπήσεται· πῦρ ἐνώπιον αὐτοῦ καυθήσεται, καὶ κύκλῳ αὐτοῦ καταιγὶς σφόδρα.           |
| 4  | יִקְרָ֣א אֶל־הַשָּׁמַ֣יִם מֵעָ֑ל וְאֶל־הָ֝אָ֗רֶץ לָדִ֥ין עַמּֽוֹ׃                          | Él llamará a los cielos desde lo alto, y a la tierra, para juzgar a su pueblo.                                                                  | προσκαλέσεται τὸν οὐρανὸν ἄνω καὶ τὴν γῆν τοῦ διακρῖναι τὸν λαὸν αὐτοῦ·                                                           |
| 5  | אִסְפוּ־לִ֥י חֲסִידָ֑י כֹּרְתֵ֖י בְרִיתִ֣י עֲלֵי־זָֽבַח׃                             | Reunid a mis santos, a los que han hecho pacto conmigo mediante sacrificios.                                                                    | συναγάγετε αὐτῷ τοὺς ὁσίους αὐτοῦ, τοὺς διατιθεμένους τὴν διαθήκην αὐτοῦ ἐπὶ θυσίαις,                                             |
| 6  | וַיַּגִּ֣ידוּ שָׁמַ֣יִם צִדְק֑וֹ כִּֽי־אֱלֹהִ֓ים ׀ שֹׁפֵ֖ט ה֣וּא סֶֽלָה׃                      | Y los cielos declararán su justicia, porque Dios es juez. Selah.                                                                                | καὶ ἀναγγελοῦσιν οἱ οὐρανοὶ τὴν δικαιοσύνην αὐτοῦ, ὅτι ὁ Θεὸς κριτής ἐστι. (διάψαλμα).                                            |
| 7  | שִׁמְעָ֤ה עַמִּ֨י ׀ וַאֲדַבֵּ֗רָה יִ֭שְׂרָאֵל וְאָעִ֣ידָה בָּ֑ךְ אֱלֹהִ֖ים אֱלֹהֶ֣יךָ אָנֹֽכ ִי׃          | Escucha, pueblo mío, y hablaré; Israel, y testificaré contra ti: Yo soy Dios, tu Dios.                                                          | ἄκουσον, λαός μου, καὶ λαλήσω σοι, ᾿Ισραήλ, καὶ διαμαρτύρομαί σοι· ὁ Θεὸς ὁ Θεός σού εἰμι ἐγώ.                                    |
| 8  | לֹ֣א עַל־זְ֭בָחֶיךָ אוֹכִיחֶ֑ךָ וְעוֹלֹתֶ֖יךָ לְנֶגְדִּ֣י תָמִֽיד׃                        | No te reprenderé por tus sacrificios ni por tus holocaustos, que están continuamente delante de mí.                                             | οὐκ ἐπὶ ταῖς θυσίαις σου ἐλέγξω σε, τὰ δὲ ὁλοκαυτώματά σου ἐνώπιόν μου ἐστὶ διαπαντός.                                            |
| 9  | לֹא־אֶקַּ֣ח מִבֵּיתְךָ֣ פָ֑ר מִ֝מִּכְלְאֹתֶ֗יךָ עַתּוּדִֽים׃                              | No tomaré bueyes de tu casa, ni cabritos de tus rebaños.                                                                                        | οὐ δέξομαι ἐκ τοῦ οἴκου σου μόσχους οὐδὲ ἐκ τῶν ποιμνίων σου χιμάρους.                                                            |
| 10 | כִּי־לִ֥י כׇל־חַיְתוֹ־יָ֑עַר בְּ֝הֵמ֗וֹת בְּהַרְרֵי־אָֽלֶף׃                            | Porque mía es toda bestia del bosque, y el ganado sobre mil colinas.                                                                            | ὅτι ἐμά ἐστι πάντα τὰ θηρία τοῦ δρυμοῦ, κτήνη ἐν τοῖς ὄρεσι καὶ βόες·                                                             |
| 11 | יָ֭דַעְתִּי כׇּל־ע֣וֹף הָרִ֑ים וְזִ֥יז שָׂ֝דַ֗י עִמָּדִֽי׃                              | Conozco todas las aves de los montes, y las bestias del campo son mías.                                                                         | ἔγνωκα πάντα τὰ πετεινὰ τοῦ οὐρανοῦ, καὶ ὡραιότης ἀγροῦ μετ᾿ ἐμοῦ ἐστιν.                                                          |
| 12 | אִם־אֶ֭רְעַב לֹא־אֹ֣מַר לָ֑ךְ כִּי־לִ֥י תֵ֝בֵ֗ל וּמְלֹאָֽהּ׃                            | Si tuviera hambre, no te lo diría, porque el mundo es mío y todo lo que hay en él.                                                              | ἐὰν πεινάσω, οὐ μή σοι εἴπω· ἐμὴ γάρ ἐστιν ἡ οἰκουμένη καὶ τὸ πλήρωμα αὐτῆς.                                                      |
| 13 | הַ֭אוֹכַל בְּשַׂ֣ר אַבִּירִ֑ים וְדַ֖ם עַתּוּדִ֣ים אֶשְׁתֶּֽה׃                             | ¿Acaso comeré la carne de los toros, o beberé la sangre de los cabritos?                                                                        | μὴ φάγομαι κρέα ταύρων, ἢ αἷμα τράγων πίομαι;                                                                                     |
| 14 | זְבַ֣ח לֵאלֹהִ֣ים תּוֹדָ֑ה וְשַׁלֵּ֖ם לְעֶלְי֣וֹן נְדָרֶֽיךָ׃                            | Ofrece a Dios acción de gracias, y paga tus votos al Altísimo.                                                                                  | θῦσον τῷ Θεῷ θυσίαν αἰνέσεως καὶ ἀπόδος τῷ ῾Υψίστῳ τὰς εὐχάς σου·                                                                 |
| 15 | וּ֭קְרָאֵנִי בְּי֣וֹם צָרָ֑ה אֲ֝חַלֶּצְךָ֗ וּֽתְכַבְּדֵֽנִי׃                                | Y clama a mí en el día de la angustia; yo te libraré, y tú me glorificarás.                                                                     | καὶ ἐπικάλεσαί με ἐν ἡμέρᾳ θλίψεώς σου, καὶ ἐξελοῦμαί σε, καὶ δοξάσεις με. (διάψαλμα).                                            |
| 16 | וְלָ֤רָ֤שָׁ֨ע ׀ אָ֘מַ֤ר אֱלֹהִ֗ים מַה־לְּ֭ךָ לְסַפֵּ֣ר חֻקָּ֑י וַתִּשָּׂ֖א בְרִיתִ֣י עֲלֵי ־פִֽיךָ׃         | Pero a los impíos Dios les dice: «¿Qué tienes tú que declarar mis estatutos, o que tomes mi pacto en tu boca?                                   | τῷ δὲ ἁμαρτωλῷ εἶπεν ὁ Θεός· ἱνατί σὺ διηγῇ τὰ δικαιώματά μου καὶ ἀναλαμβάνεις τὴν διαθήκην μου διὰ στόματός σου;                 |
| 17 | וְ֭אַתָּה שָׂנֵ֣אתָ מוּסָ֑ר וַתַּשְׁלֵ֖ךְ דְּבָרַ֣י אַחֲרֶֽיךָ׃                              | Al ver que odias la instrucción y echaste tras de ti mis palabras.                                                                              | σὺ δὲ ἐμίσησας παιδείαν καὶ ἐξέβαλες τοὺς λόγους μου εἰς τὰ ὀπίσω.                                                                |
| 18 | אִם־רָאִ֣יתָ גַ֭נָּב וַתִּ֣רֶץ עִמּ֑וֹ וְעִ֖ם מְנָאֲפִ֣ים חֶלְקֶֽךָ׃                         | Cuando viste a un ladrón, consentiste con él y te hiciste partícipe con los adúlteros.                                                          | εἰ ἐθεώρεις κλέπτην, συνέτρεχες αὐτῷ, καὶ μετὰ μοιχοῦ τὴν μερίδα σου ἐτίθεις.                                                     |
| 19 | פִּ֭יךָ שָׁלַ֣חְתָּ בְרָעָ֑ה וּ֝לְשׁוֹנְךָ֗ תַּצְמִ֥יד מִרְמָֽה׃                              | Tú das tu boca al mal, y tu lengua trama engaño.                                                                                                | τὸ στόμα σου ἐπλεόνασε κακίαν, καὶ ἡ γλῶσσά σου περιέπλεκε δολιότητα·                                                             |
| 20 | תֵּ֭שֵׁב בְּאָחִ֣יךָ תְדַבֵּ֑ר בְּבֶֽן־אִ֝מְּךָ֗ תִּתֶּן־דֹּֽפִי׃                               | Tú te sientas y hablas contra tu hermano; calumnias al hijo de tu propia madre.                                                                 | καθήμενος κατὰ τοῦ ἀδελφοῦ σου κατελάλεις καὶ κατὰ τοῦ υἱοῦ τῆς μητρός σου ἐτίθεις σκάνδαλον.                                     |
| 21 | אֵ֤לֶּה עָשִׂ֨יתָ ׀ וְֽהֶחֱרַ֗שְׁתִּי דִּמִּ֗יתָ הֱיֽוֹת־אֶהְיֶ֥ה כָמ֑וֹךָ אוֹכִיחֲךָ֖ וְאֶ עֶרְכָ֣ה לְעֵינֶֽיךָ׃ | Estas cosas has hecho, y yo he guardado silencio; pensabas que yo era como tú, pero yo te reprenderé y las pondré en orden delante de tus ojos. | ταῦτα ἐποίησας, καὶ ἐσίγησα· ὑπέλαβες ἀνομίαν, ὅτι ἔσομαί σοι ὅμοιος· ἐλέγξω σε καὶ παραστήσω κατὰ πρόσωπόν σου τὰς ἁμαρτίας σου. |
| 22 | בִּינוּ־נָ֣א זֹ֭את שֹׁכְחֵ֣י אֱל֑וֹהַּ פֶּן־אֶ֝טְרֹ֗ף וְאֵ֣ין מַצִּֽיל׃                      | Ahora considerad esto, vosotros que olvidáis a Dios, no sea que yo os desgarre y no haya quien os libre.                                        | σύνετε δὴ ταῦτα, οἱ ἐπιλανθανόμενοι τοῦ Θεοῦ, μήποτε ἁρπάσῃ, καὶ οὐ μὴ ᾖ ὁ ῥυόμενος.                                              |
| 23 | זֹבֵ֥חַ תּוֹדָ֗ה יְֽכַ֫בְּדָ֥נְנִי וְשָׂ֥ם דֶּ֑רֶךְ אַ֝רְאֶ֗נּוּ בְּיֵ֣שַׁע אֱלֹהִֽים׃                    | Quien ofrece alabanza me glorifica, y a quien ordena rectamente su conducta le mostraré la salvación de Dios.                                   | θυσία αἰνέσεως δοξάσει με, καὶ ἐκεῖ ὁδός, ᾗ δείξω αὐτῷ τὸ σωτήριόν μου.                                                           |

## Comentarios

### General a los salmos 50-72
A continuación del conjunto de los salmos de los hijos de Coré, centrados en la gloria de Jerusalén y el Templo como morada de Dios, se introduce una nueva sección que inicia con el Salmo 50, atribuido a Asaf. En este poema, Dios toma la palabra desde el Templo (cf. Sal 50,5), juzgando a su pueblo no por ritos externos, sino por la sinceridad del corazón. Esta intervención divina da lugar a una serie de respuestas humanas, principalmente bajo la forma de súplicas y alabanzas, la mayoría vinculadas a David (Sal 51–72).
La primera y más inmediata respuesta es la súplica por el perdón (Sal 51), ejemplo paradigmático de contrición. Le siguen salmos que denuncian la conducta del impío: su arrogancia, su insensatez (Sal 52–53), y la violencia que ejerce sobre el justo, provocando nuevas oraciones de auxilio (Sal 54–60). A partir del Salmo 61, la tonalidad cambia: la súplica se entrelaza con la confianza en Dios y la proclamación de su fidelidad (Sal 61–64). Esta confianza se transforma en alabanza abierta en los Salmos 65–68, que celebran la providencia divina y su acción en la historia.
La sección concluye con tres salmos (Sal 69–72) que sintetizan el camino recorrido: desde la aflicción y el clamor del justo hasta la afirmación firme de confianza en el Señor. En su conjunto, estos salmos forman una secuencia en la que la voz humana responde al juicio y la presencia de Dios, revelando la dinámica interior de la fe: conversión, lucha, esperanza y alabanza.

### A todo el salmo 50
En el salmo anterior, un sabio invitaba a todos los pueblos a escucharle (cfr Sal 49,2-3); en éste es Dios quien invita a hacerlo a su pueblo, poniendo como testigos cielo y tierra, pues es Señor de ambos (Sal 50,4). La belleza de Sion, cantada en los salmos anteriores (cfr Sal 46; 48) es el marco en el que el Señor se manifiesta y deja oír su voz (Sal 50,2.7). Quizás por este motivo el salmo 50 ha sido separado del grupo de salmos atribuidos a Asaf (Sal 73-83) e introducido en este lugar. La belleza de Sion por la presencia de Dios en ella exige la santidad de los miembros del pueblo.
Comienza el poema describiendo la manifestación de Dios que va a hablar a su pueblo (vv. 1-6). Habla el Dios de cielos y tierra que habita en Sion (vv. 1-2), y su voz resuena convocando a su pueblo (vv. 3-6). Después viene la locución divina a modo de un oráculo (vv. 7-23). Tras invitar al pueblo a escuchar (v. 7), le habla de los sacrificios de animales que, aunque Él no los necesita (vv. 8-13), los acepta como alabanza (vv. 14-15); luego corrige la conducta hipócrita de quienes no cumplen sus mandamientos aunque los proclaman (vv. 16-22); y termina mostrando su aceptación de los sacrificios sinceros y de la conducta recta (v. 23).
Las advertencias que el Dios de la Alianza hace a su pueblo en este salmo quedan recogidas en las palabras de Jesús a sus discípulos: «No todo el que me dice: “Señor, Señor”, entrará en el Reino de los cielos, sino el que hace la voluntad de mi Padre, que está en los cielos» (Mt 7,21).

### A los versículos 1-13
El Salmo 50 abre la colección atribuida a Asaf con una solemne teofanía en la que Dios, llamado «Dios de los dioses» (v. 1), se presenta no como uno entre varios, sino como el soberano absoluto, Señor de toda autoridad. Esta fórmula, tomada del lenguaje cananeo, se resignifica para subrayar la supremacía del único Dios verdadero. Desde Sion, donde resplandece su gloria (v. 2), el Señor irrumpe como en el Sinaí, envuelto en fuego y tempestad, no para hablar a las naciones, sino para juzgar a su propio pueblo. Como en los actos de alianza del Antiguo Testamento, el cielo y la tierra son convocados como testigos (v. 4). Dios llama a los fieles, “los que hicieron alianza con Él mediante sacrificios” (v. 5), no para aceptar formalismos, sino para confrontar sus corazones. Proclama su justicia (v. 6) y denuncia la falsa religiosidad que reduce el culto a un trueque con lo divino. No necesita animales ni ofrendas materiales (vv. 10–13); lo que exige es gratitud, obediencia y fidelidad sincera (vv. 14–15).
El mensaje coincide con el de los profetas del siglo VIII–VII a. C.: Dios rechaza un culto vacío, desconectado de la justicia y la misericordia. Esta cercanía temática sugiere que el salmo pudo haber surgido en el contexto de la reforma religiosa impulsada por el rey Josías, como parte de una llamada a la renovación interior del pueblo.

### A los versículos 14-23
«Invócame en el día de la angustia: yo te libraré, y tú me glorificarás» (Sal 50,15).
Este versículo resume el corazón del culto verdadero según el salmo: no sacrificios vacíos ni formalismos rituales, sino una relación viva con Dios fundada en la confianza, el agradecimiento y la entrega. Dios desea que se le invoque con sinceridad en la necesidad, y que la liberación recibida se transforme en alabanza. Santa Teresa de Lisieux, con su espiritualidad del abandono, reconocía en estas palabras una expresión directa del amor misericordioso de Jesús, que no exige méritos extraordinarios, sino un corazón abierto y confiado:

No aceptaré un becerro de tu casa… Ofrece a Dios sacrificios de alabanza y de acción de gracias. He aquí, pues, todo lo que Jesús exige de nosotros. No tiene necesidad de nuestras obras, sino sólo de nuestro amor. Porque ese mismo Dios que declara que no tiene necesidad de decirnos si tiene hambre, no vacila en mendigar un poco de agua a la Samaritana. Tenía sed… Pero al decir: “Dame de beber”, lo que estaba pidiendo el Creador del universo era el amor de su pobre criatura. Tenía sed de amor…

En los versículos 16–22 del Salmo 50, Dios reprende a los impíos por su hipocresía: recitan su ley pero rechazan obedecerla (vv. 16–17), se asocian con el mal (v. 18) y usan la lengua para mentir y calumniar, incluso contra sus propios hermanos (vv. 19–20). Malinterpretan el silencio de Dios como aprobación (v. 21), creando una imagen falsa de Él. Por eso, se les advierte con firmeza: quien olvida a Dios y persiste en su maldad recibirá su castigo (v. 22). El salmo denuncia una religiosidad vacía y exige coherencia entre fe y vida.

Frente a Cristo, que es la Verdad, será puesta al desnudo definitivamente la verdad de la relación de cada hombre con Dios (cfr Jn 12,49). El Juicio final revelará hasta sus últimas consecuencias lo que cada uno haya hecho de bien o haya dejado de hacer durante su vida terrena

En contraposición a la actitud de los impíos, Dios revela quiénes le son agradables: aquellos que viven conforme a su voluntad y que, con corazón sincero, practican la justicia y la verdad. El salmista proclama que aquellos que invocan a Dios con humildad y le entregan su vida en obediencia verán la salvación (vv. 23). No basta con conocer la Ley, como señala San Pablo en Romanos 2,17-24; la verdadera justicia no se encuentra en enseñar la Ley, sino en vivirla. La Ley evangélica, como Jesús enseñó en el Sermón del Monte (cf. Mt 7,13-14), implica una elección entre dos caminos: el de la obediencia y la verdadera fe, que lleva a la vida, y el de la transgresión, que conduce a la perdición. Jesús resume esta enseñanza en la regla de oro: "Haz a los demás lo que quieres que te hagan a ti" (cf. Mt 7,12). La verdadera práctica de la fe radica en poner en acción las palabras de Cristo, no solo en conocerlas.

Todo cuanto queráis que os hagan los hombres, hacédselo también vosotros; porque ésta es la Ley y los profetas.

## Clasificación
Según Charles Haddon Spurgeon , el salmo se puede clasificar de la siguiente manera  :
- Versículos 1–6: El Señor llama al mundo entero a estar presente porque quiere juzgar a su pueblo.
- Versículos 7-15: Muestra cómo debe ser la adoración para agradar a Dios.
- Versículos 16-21: Una queja contra los hipócritas impíos.
- Versículo 22: Una palabra amenazante.
- Versículo 23: Una señal de salvación.[20]

## Usos

### Judaísmo
El Salmo 50 se recita el cuarto día de Sucot .

### Catolicismo
En las abadías, este salmo se realizaba tradicionalmente durante la celebración de los maitines el martes, según la distribución de la regla de San Benito establecida hacia el 530 .
Respecto a la Liturgia de las Horas actual, el Salmo 50 se divide en tres partes, y se recita en el oficio de lectura el lunes de la tercera semana y el sábado de la cuarta semana. Para facilitar la comprensión en la Liturgia de las horas cada salmo tiene un título en rojo (rúbrica) que no forma parte del salmo. El título del Salmo 50 es El verdadero culto a Dios.

## Configuraciones musicales
En un Salterio escocés de 1650, el Salmo 50 fue parafraseado y rimado en inglés como "El Dios poderoso, el Señor, ha hablado a todos".  El himno de 1863 " Por la belleza de la tierra " de Folliott Sandford Pierpoint publica el versículo 14.
Heinrich Schütz puso el Salmo 50 en una versión rimada en el Salterio de Becker , como "Gott unser Herr, mächtig durchs Wort", SWV 147. El último versículo se usa en alemán en el coro de apertura de la cantata de Bach Wer Dank opfert, der preiset mich , BWV 17 , compuesto en 1726.